# Dorfkirche Poxdorf

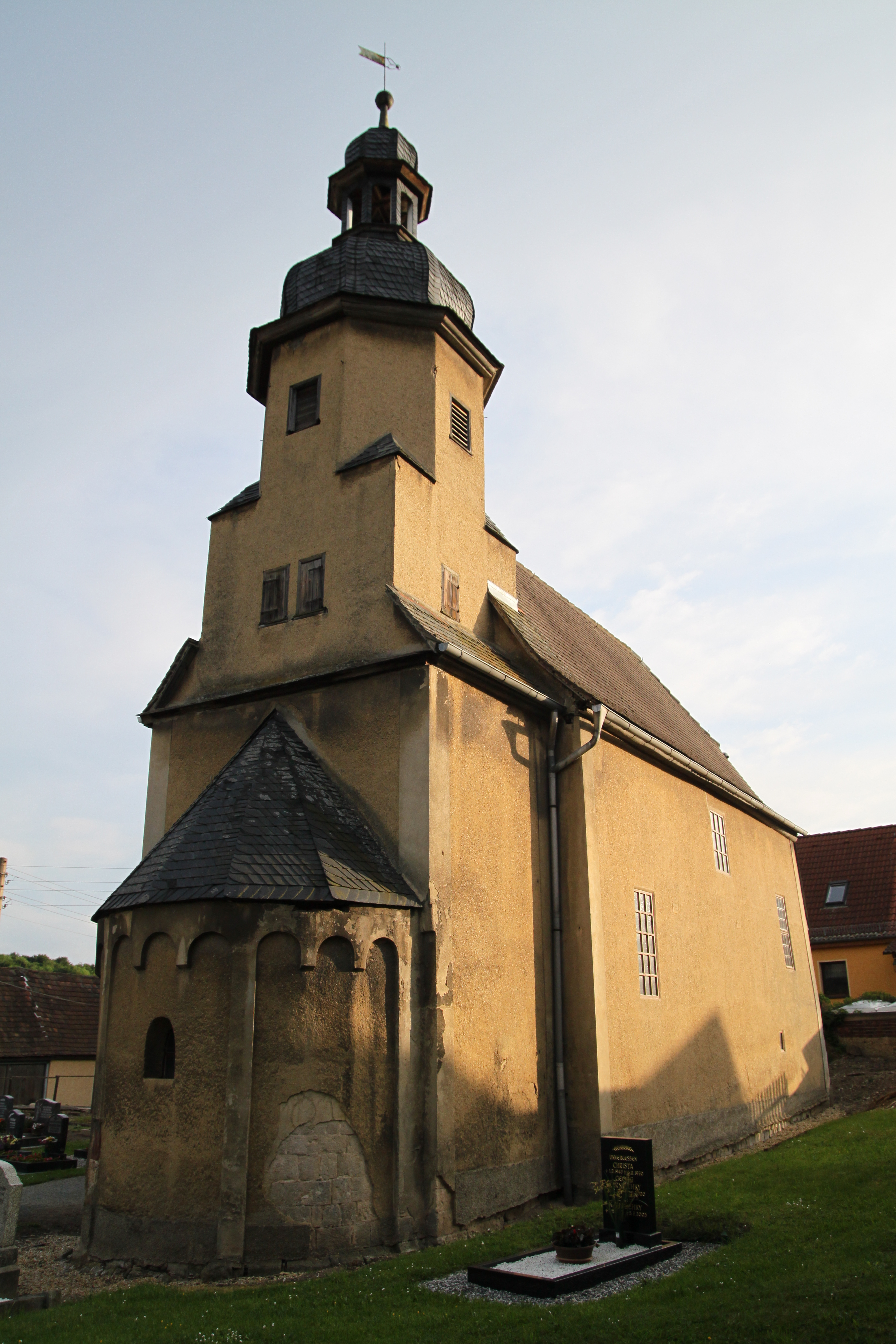
Dorfkirche in Poxdorf

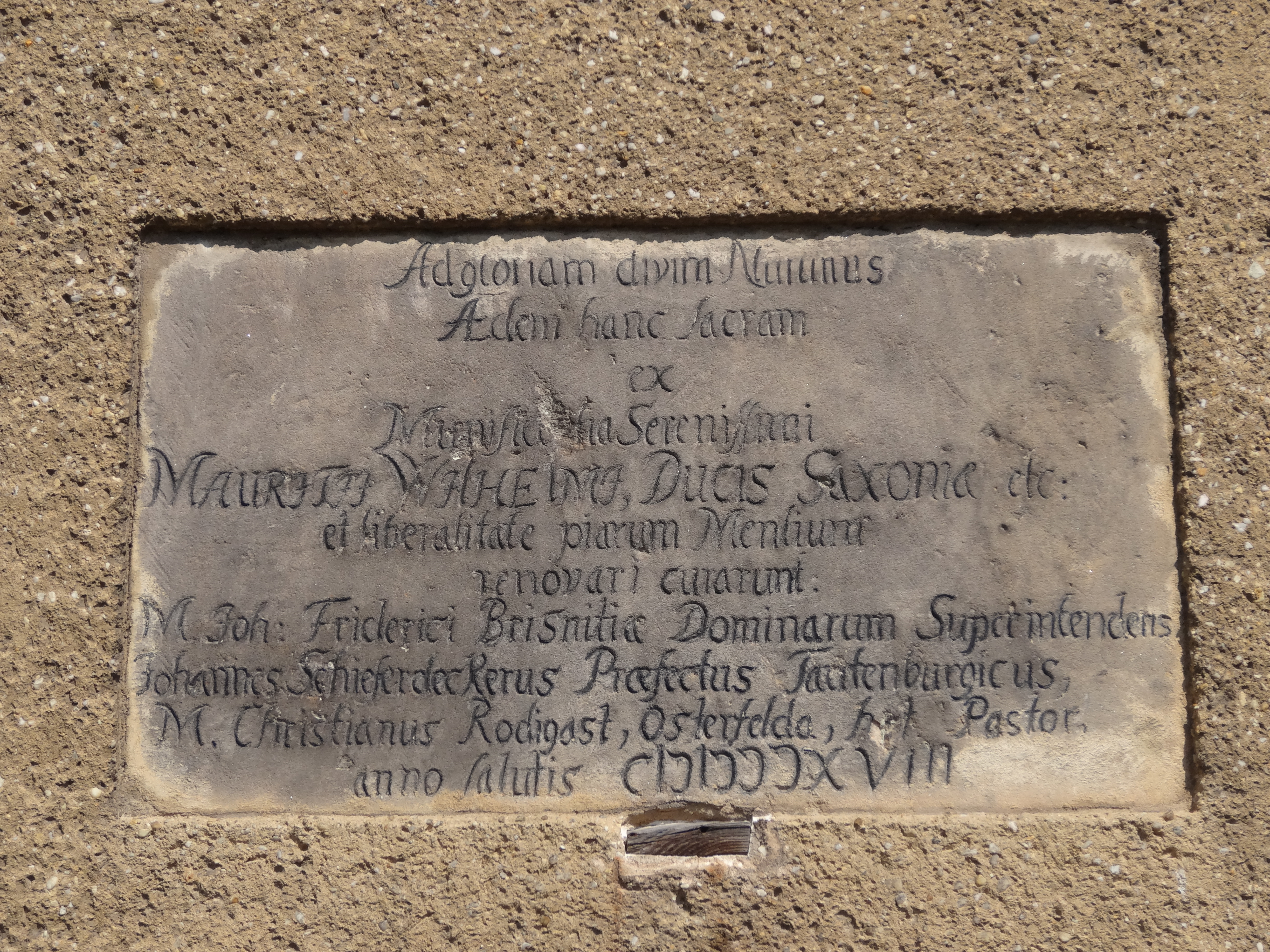
Inschrift an der Kirche

Die Dorfkirche Poxdorf steht in der Gemeinde Poxdorf im Saale-Holzland-Kreis in Thüringen. Die Kirche befindet sich zentral im ehemaligen Rundlingsdorf. Sie gehört zum Pfarrbereich Bürgel im Kirchenkreis Eisenberg der Evangelischen Kirche in Mitteldeutschland.

## Geschichte
Die einstige Filialkirche von Graitschen ist eine einschiffige romanische Kirche mit eingezogenen querrechteckigen Chorturm und Apsis. Beim Umbau 1718/19 wurde wahrscheinlich auch der schmalere Turmansatz mit geschweifter Haube mit errichtet. Eine Besonderheit sind das Rundbogenfries und eine Lisenen in der Apsis.

## Ausstattung
Von der 1719 angeschafften Ausstattung sind der Kanzelaltar und das volkstümliche Gemälde sowie die Westempore erhalten geblieben.

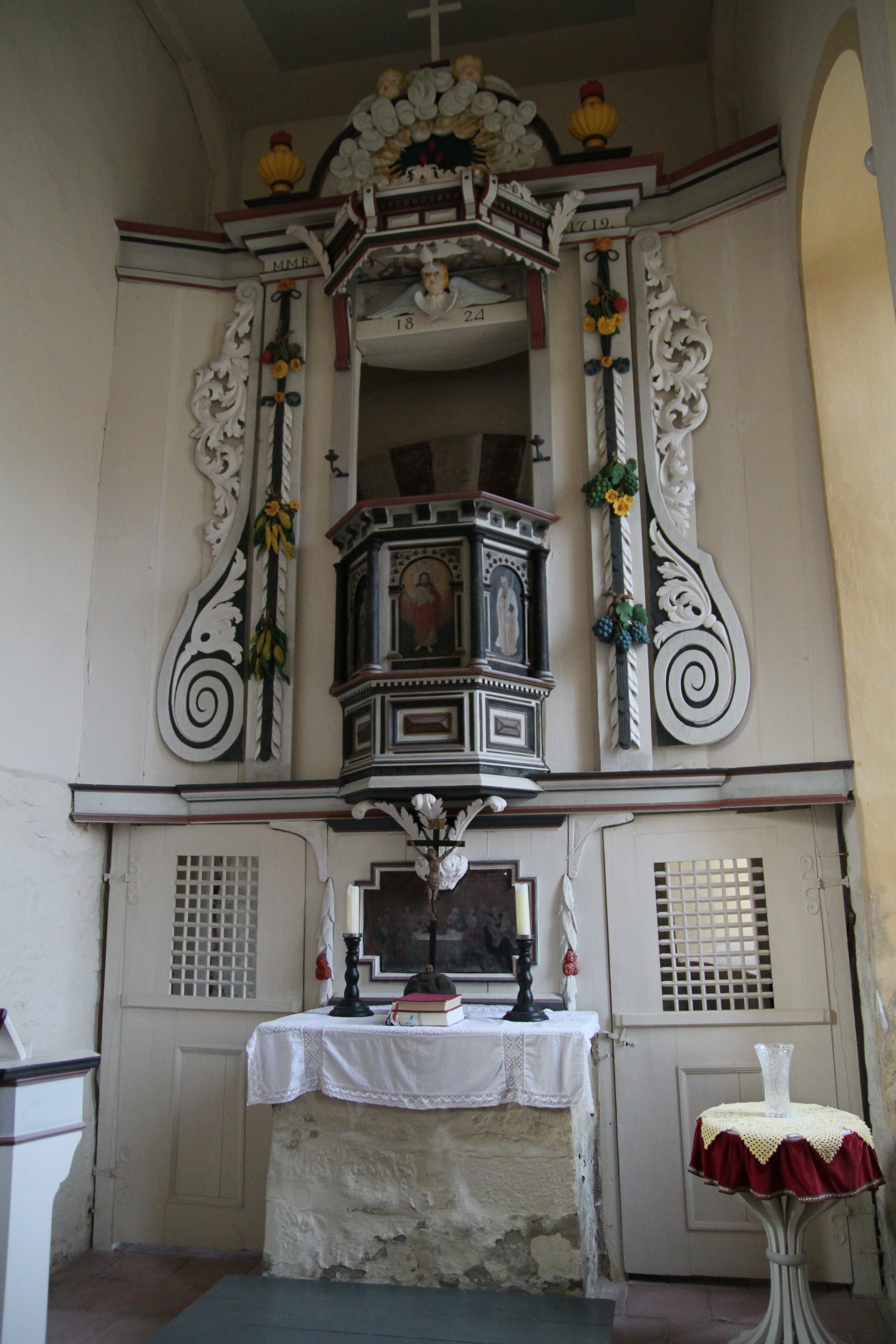
Kanzelaltar
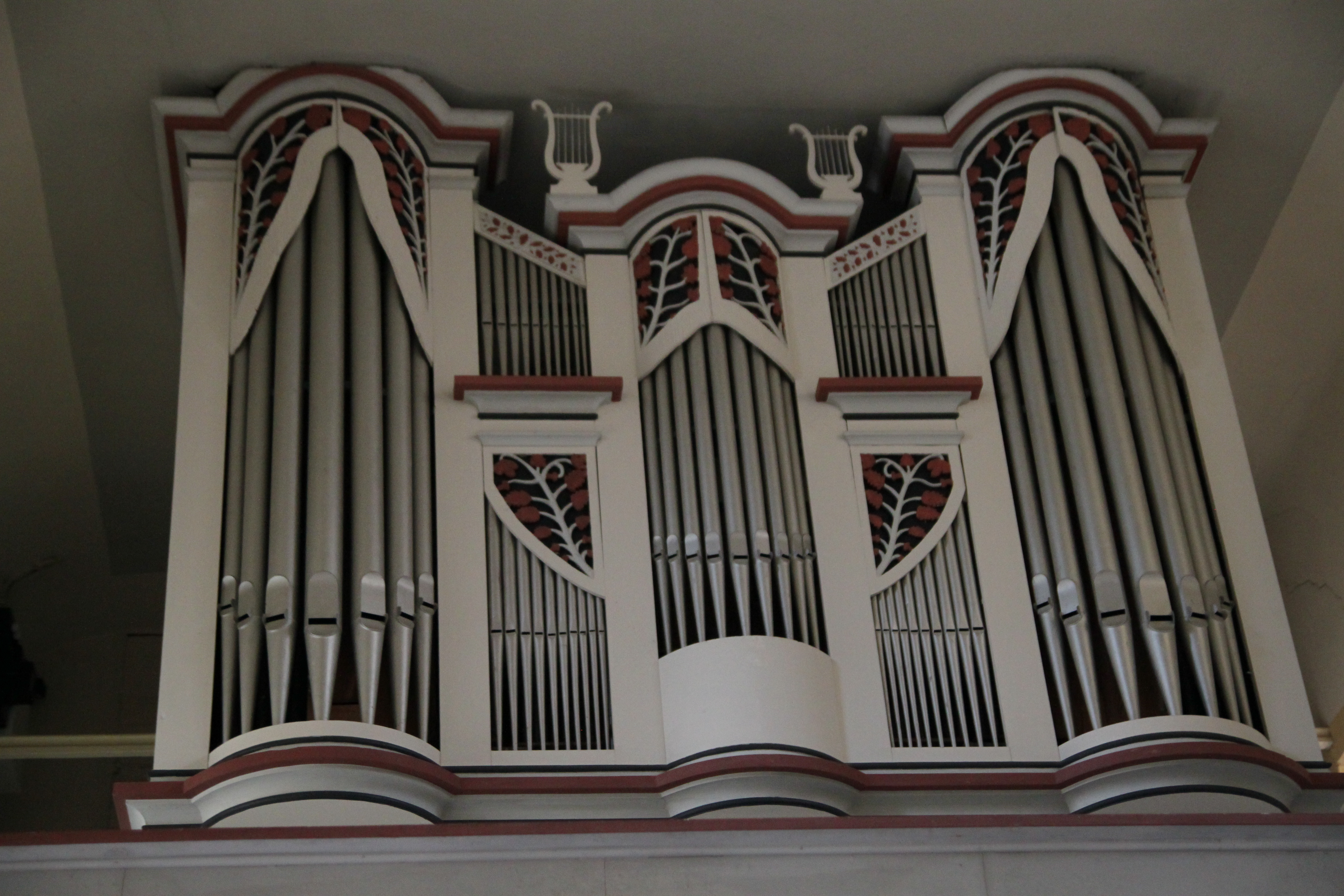
Orgel in der Kirche Poxdorf